# St. Heinrich und Kunigunde (Schloß Neuhaus)

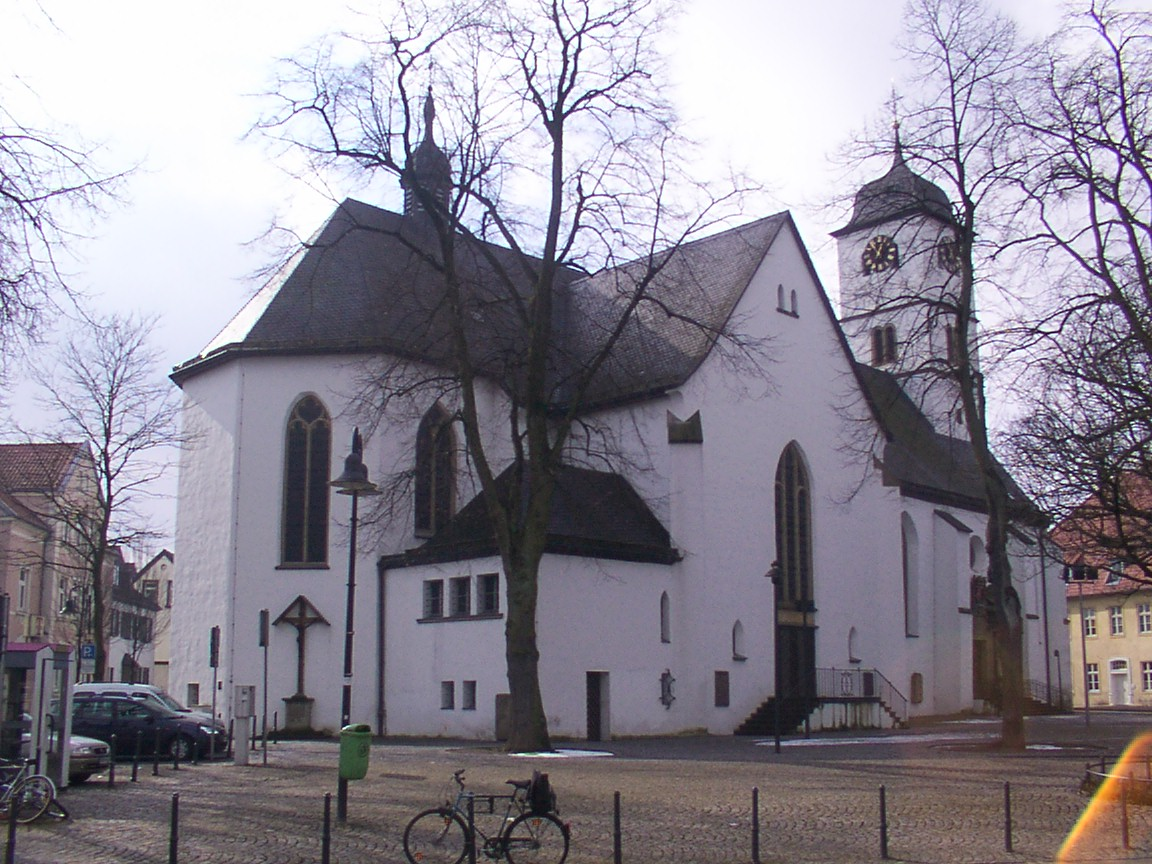
St. Heinrich und Kunigunde in Paderborn-Schloß Neuhaus

St. Heinrich und Kunigunde ist eine denkmalgeschützte katholische Pfarrkirche im Paderborner Stadtteil Schloß Neuhaus im Kreis Paderborn, Nordrhein-Westfalen. Kirche und Gemeinde gehören mit St. Joseph Mastbruch, St. Marien Sande und St. Michael Sennelager zur Pfarrei Hl. Martin Schloß Neuhaus im Dekanat Paderborn im gleichnamigen Erzbistum. Nach Norden und Süden sind neben dem Chor die Phillip-Neri-Kapelle und die Ulrichskapelle angebaut.

## Geschichte

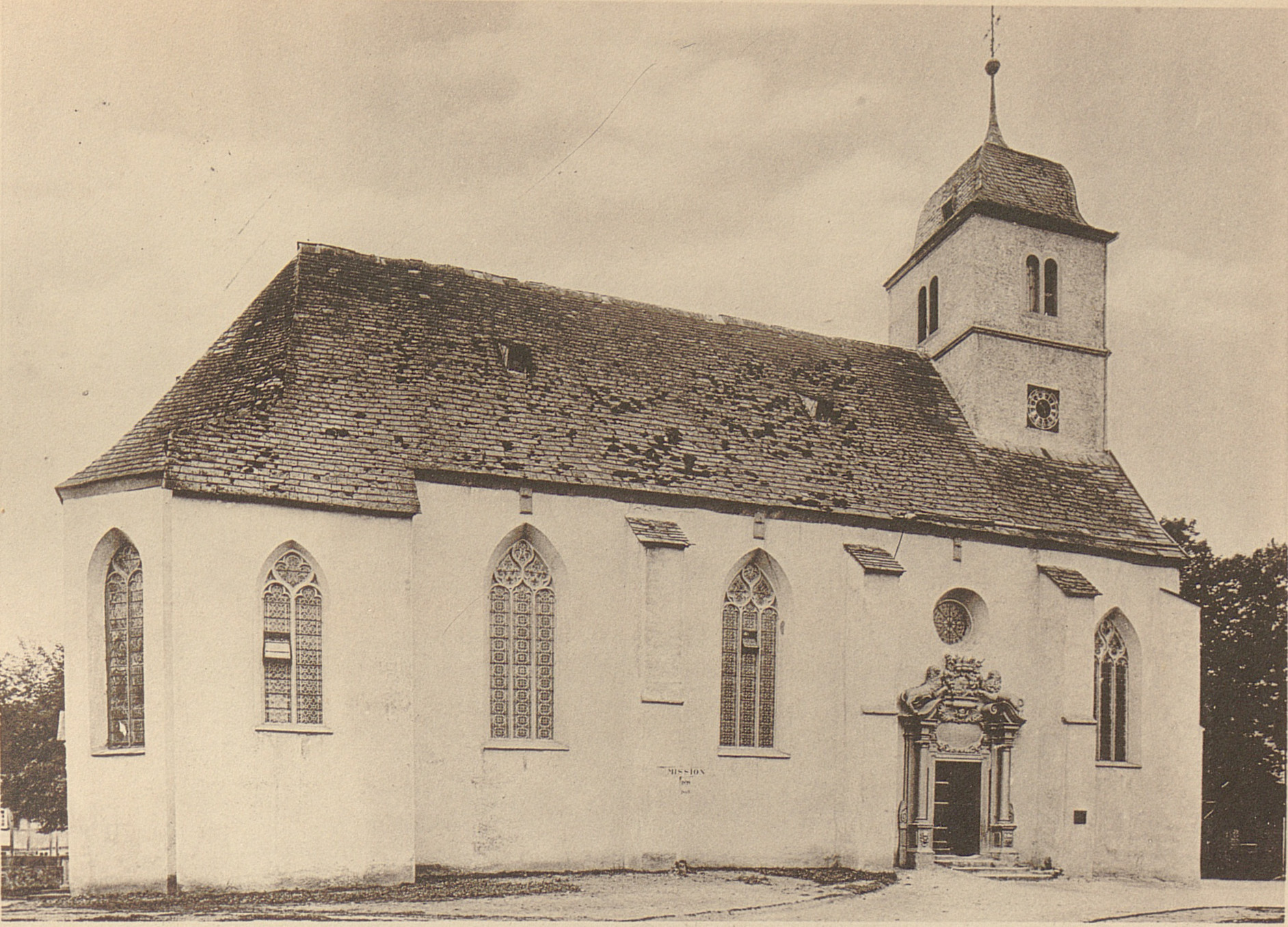
Südostansicht 1892

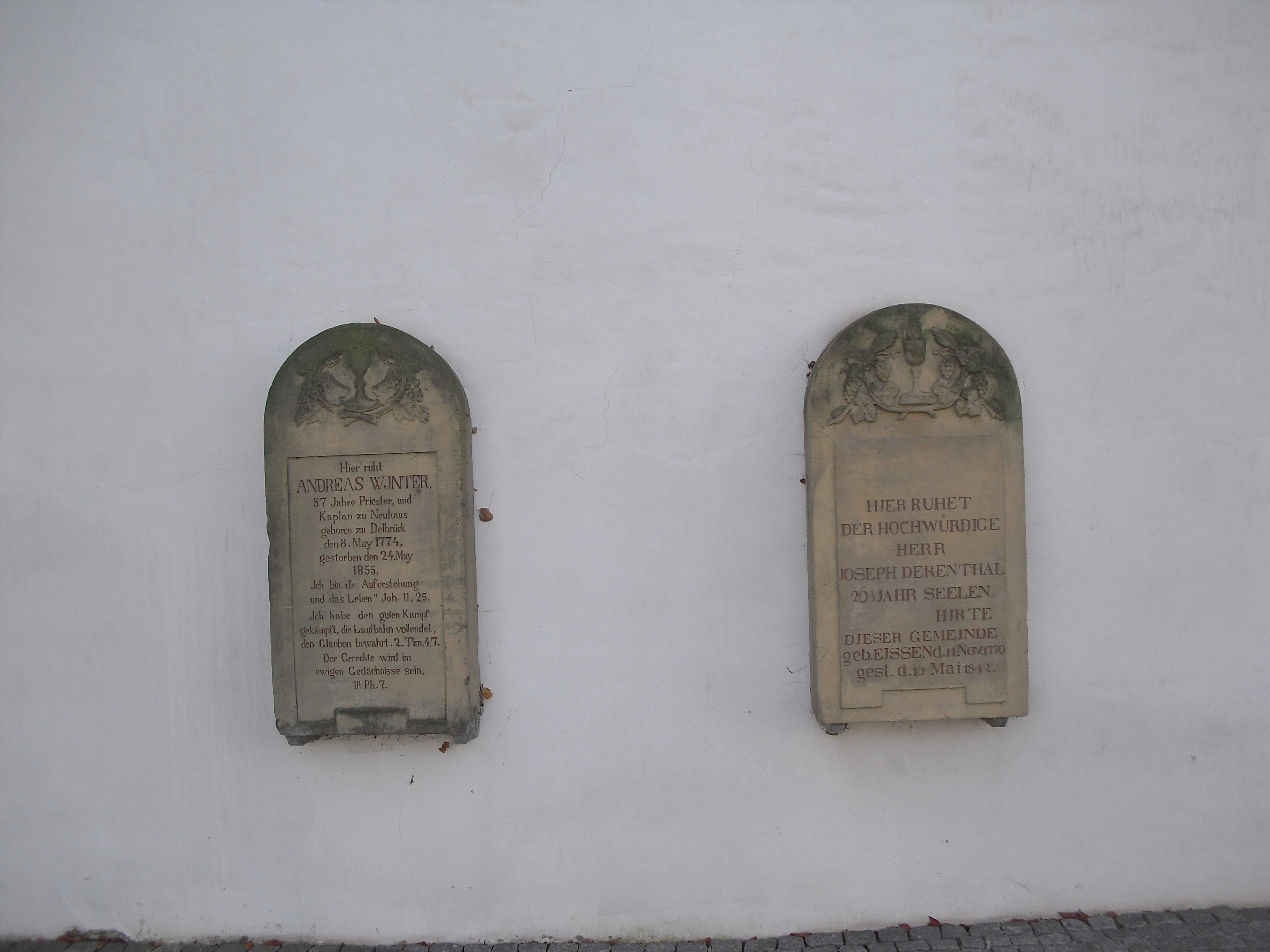
Zwei Grabsteine für ehemalige Priester

1437 wurde erstmals ein Gotteshaus in Neuhaus in Zusammenhang mit einem Grundstücksverkauf erwähnt. Erster Patron war St. Ulrich. 1532 gab es einen Pfarrer in den Kirchspielen Elsen und Neuhaus, der wohl beide Pfarrstellen innehatte. Am 26. August 1582 bat das Domkapitel den Fürstbischof um einen neuen Priester für die vakante Pfarrstelle in Neuhaus. Erster namentlich genannter Pfarrer in Neuhaus war Johannes Forsterus (Förster) 1598. 1650 bis 1661 plante Bischof Dietrich Adolf von der Recke den Bau eines Franziskanerklosters an der St. Ulrich-Kirche in Neuhaus. 1665 war die alte Pfarrkirche mit 200 Plätzen zu klein und Bischof Ferdinand von Fürstenberg ließ bis 1668 eine neue Kirche errichten. Architekt war vermutlich Ambrosius von Oelde. Von der alten Kirche blieb der Unterbau des Turmes erhalten. Die neue Kirche wurde dem einzigen heilig gesprochenen Kaiserpaar des Mittelalters, Heinrich II. und dessen Gemahlin Kunigunde, geweiht. Ulrich blieb bis heute Nebenpatron. 1803 erfolgte eine umfassende Kirchenrenovierung. Von 1934 bis 1936 wurde die Kirche erweitert. Der alte 3/6-Chor wurde abgerissen und die Kirche erhielt ein Querschiff und einen Chor mit 5/8-Schluss. Der neue Chorabschluss wurde in gotisierender Art gehalten. Gleichzeitig wurde der Turm aufgestockt. 1945 wurde die Filialgemeinde St. Joseph in Mastbruch gegründet. 1962 wurde sie zur eigenständigen Pfarrei erhoben. 1956 und 57 wurde die barocke Innenausstattung der Kirche restauriert und der Innenraum neu gestrichen. Weitere Renovierungen folgten 1973, 1975 und 1983. 1993 und 1994 wurden die Fundamente des Längsschiffes mit 4 Meter tiefen Betonsockeln gefestigt. Die Gewölbe mit Sandsteinrippen wurden saniert. 2002 schloss sich die Pfarrei mit St. Joseph in Mastbruch zum Pastoralverbund Schloß Neuhaus zusammen. 2004 wurde der bisherige Pfarrer Matthias König, von Papst Johannes Paul II., zum Weihbischof in Paderborn und Titularbischof von Elicroca ernannt. Bis 2010 wurden umfangreiche Sanierungs- und Renovierungsarbeiten vorgenommen, die Bauleitung hatte der Architekt Leo Köhle. Die Planung führte der Architekt Eberhard Mündelein durch. Es wurden etwa eine Million Euro investiert, um die Kirche aufzuhellen und aufzufrischen. Die Stufenanlage zum Altar und der Altarbereich wurden erweitert und bietet nun neue Möglichkeiten für die liturgische Gestaltung. Der neue Taufbereich wurde in Form eines Oktogons angelegt. Die neue Farbfassung wurde in Anlehnung an den Urzustand aufgebracht.

## Baubeschreibung

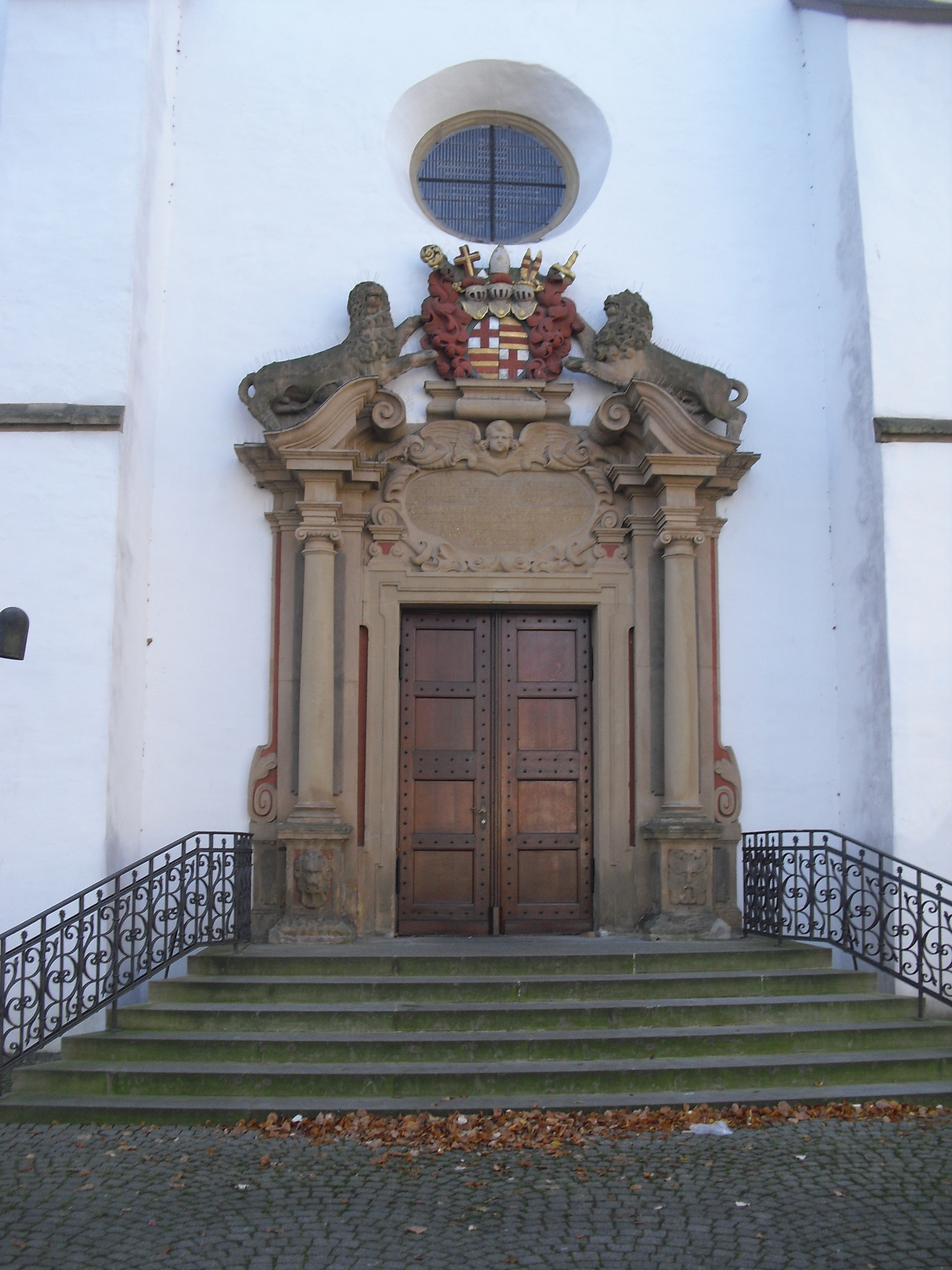
Nord-Portal

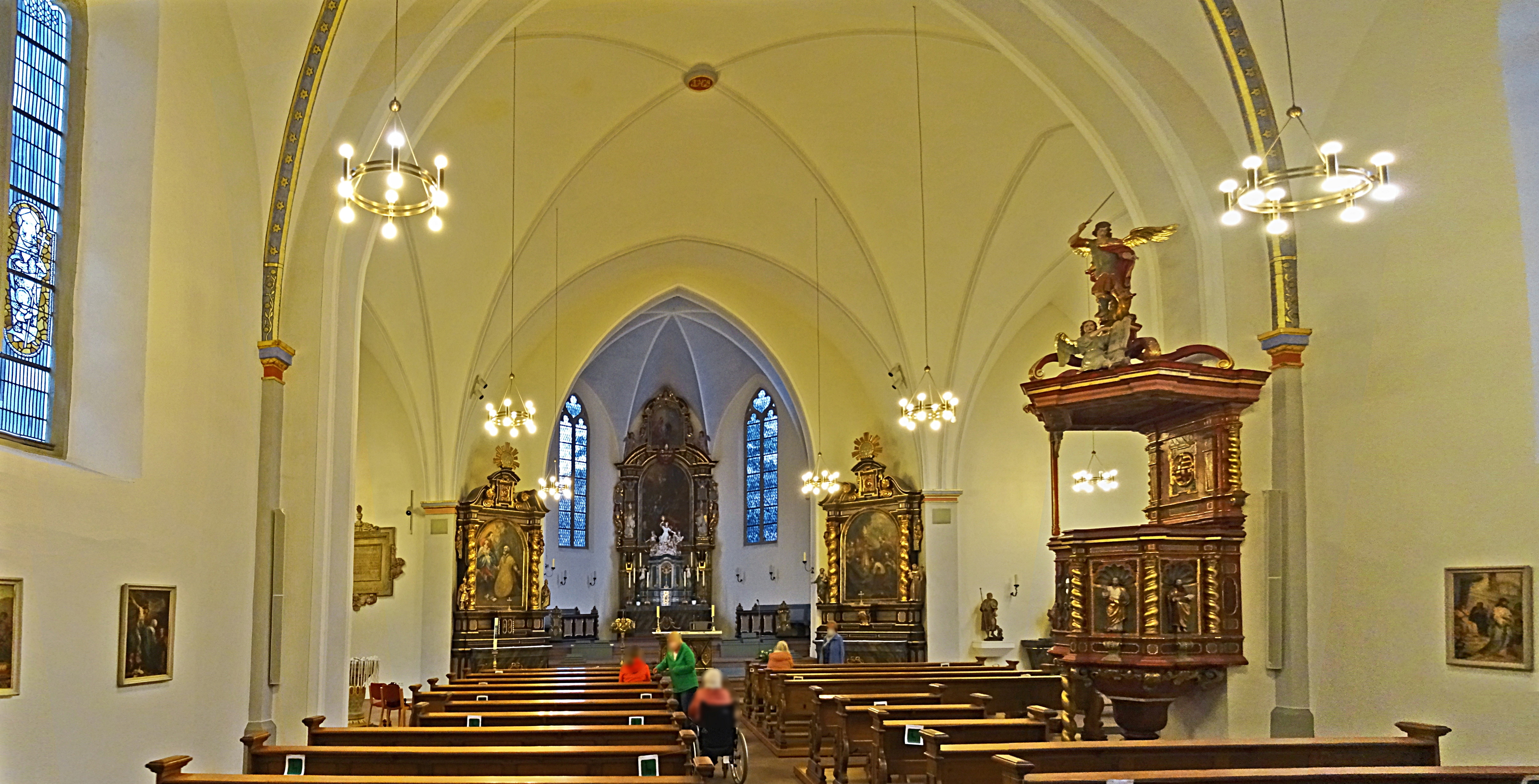
Innenansicht

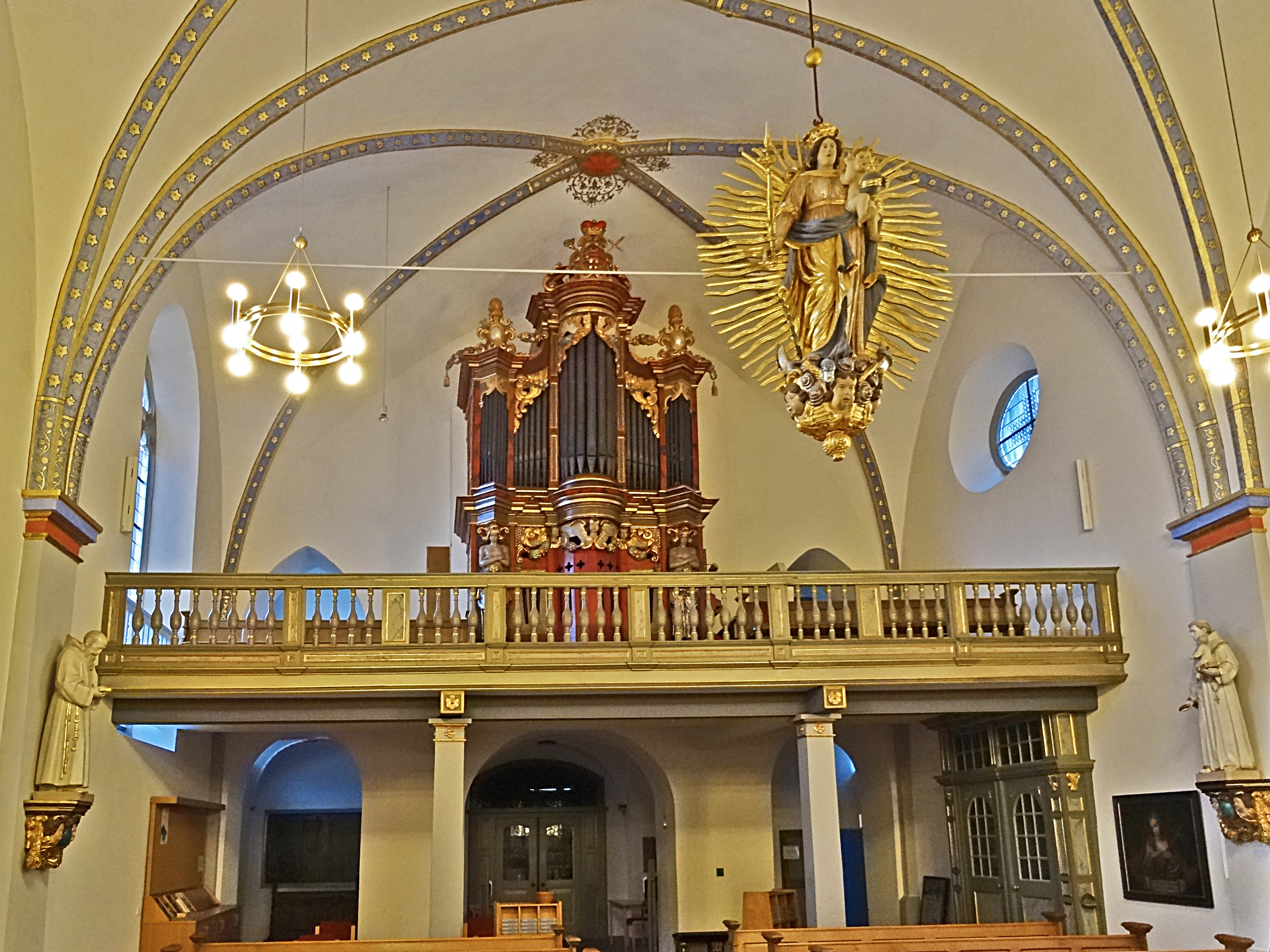
Blick zur Orgelempore

Die Kirche wurde als einschiffige dreijochige Kirche errichtet. Daran schließt sich seit der Erweiterung das Querschiff mit dem 5/8-Schluss. Die Kreuzgewölbe sind mit Rippen und Schlusssteinen gefasst. Sie ruhen auf Strebepfeilern am Schiff. Die Fenster der Kirche sind spitzbogig mit Maßwerk. Die Schalllöcher im Turm sind rundbogig und gekuppelt. Das Portal an der Nordseite wird vom Wappen des Bischofs Ferdinand von Fürstenberg geziert und trägt eine Inschrift von 1666. Insgesamt befinden sich in der Kirche 15 Wappen des Ferdinand. Das Portal ist über mehrere Stufen erschlossen und die Tür von einer Ohrenrahmung umgeben. Die begleitenden Säulen mit ionischen Kapitellen sind glatt gehalten. Die Sockel sind mit Masken verziert. Auf den geschweiften Segmentgiebeln stehen mächtige Löwen, sie halten mit ihren Tatzen das fürstliche Wappen. Das Wappen ist mit Helmzier und Blattwerk verziert und den Symbolen der geistlichen und weltlichen Macht bekrönt. Die Kartusche trägt die Inschrift (übersetzt) Zur Förderung des Gottesdienstes, zum Heil der Seelen und zum öffentlichen Wohl.
Der Altarprospekt wirkt wie eine große Theaterbühne und zieht die Blicke auf sich. In seinem Zentrum steht der Hochaltar.
Durch einen Umbau des Pfarrsaales entstand die Ulrichskapelle, sie wird als Werktagskirche genutzt. Der Name soll an die Ulrichskirche erinnern, die bis 1665 hier stand. Die Einrichtungsgegenstände der Kapelle, mit Ausnahme des Ambos, entstammen dem Fundus des Erzbistums.
Die gotisierenden Kreuzrippengewölbe überspannen den Saal, die auf Wandpilastern ruhenden Rippen sind mit 1147 goldenen Sternen auf blauem Grund übersät.

## Kirchenfenster
Die Entwürfe für die Fenster fertigte Nikolaus Bette 1973, er entwarf auch die neuen Fenster für den Paderborner Dom. Die Entwürfe erfolgten in Anlehnung an die ehemaligen Medaillonfenster. Das Fenster vorne links im Langhaus zeigt den Ulrich mit dem Ulrichskreuz, den Liborius mit den Attributen Buch mit Steinen, Pfau und Bischofsstab und den Meinolf als Sinnbild der frühen Christianisierung dieser Gegend. Das hintere Fenster zeigt die Anna selbdritt begleitet von den heiligen Frauen Elisabeth und Katharina von Siena. Das hintere Fenster auf der rechten Seite, das sogenannte Stifterfenster zeigt den Kirchenstifter Ferdinand von Fürstenberg mit einem Modell der Kirche. Links von Ferdinand wird der Verfasser der Annalen vor Paderborn, der Historiker Nikolaus Schaten gezeigt. Schaten wurde in der Kirche beigesetzt. Rechts ist Philipp Neri, der Reformator, dargestellt. Er hat die Attribute Kinder und Notenblatt. Das Fenster in der Nähe der Kanzel zeigt den Andreas mit dem Balkenkreuz, den Rochus, als Schutzheiligen der Pestkranken und den in Neuhaus geborenen Friedrich Sertürner, der das Morphium entdeckte. Die äußeren Fenster des Querschiffes zeigen die Wappen der zwischen 1361 und 1803 residierenden Bischöfe und die Wappen des Bekennerbischofs Konrad Martin, des Caspar Klein und des Lorenz Kardinal Jaeger. Die Wappenreihe wurde 2002 um die Wappen des Kardinal Degenhardt und des Erzbistums Paderborn ergänzt.

## Ausstattung

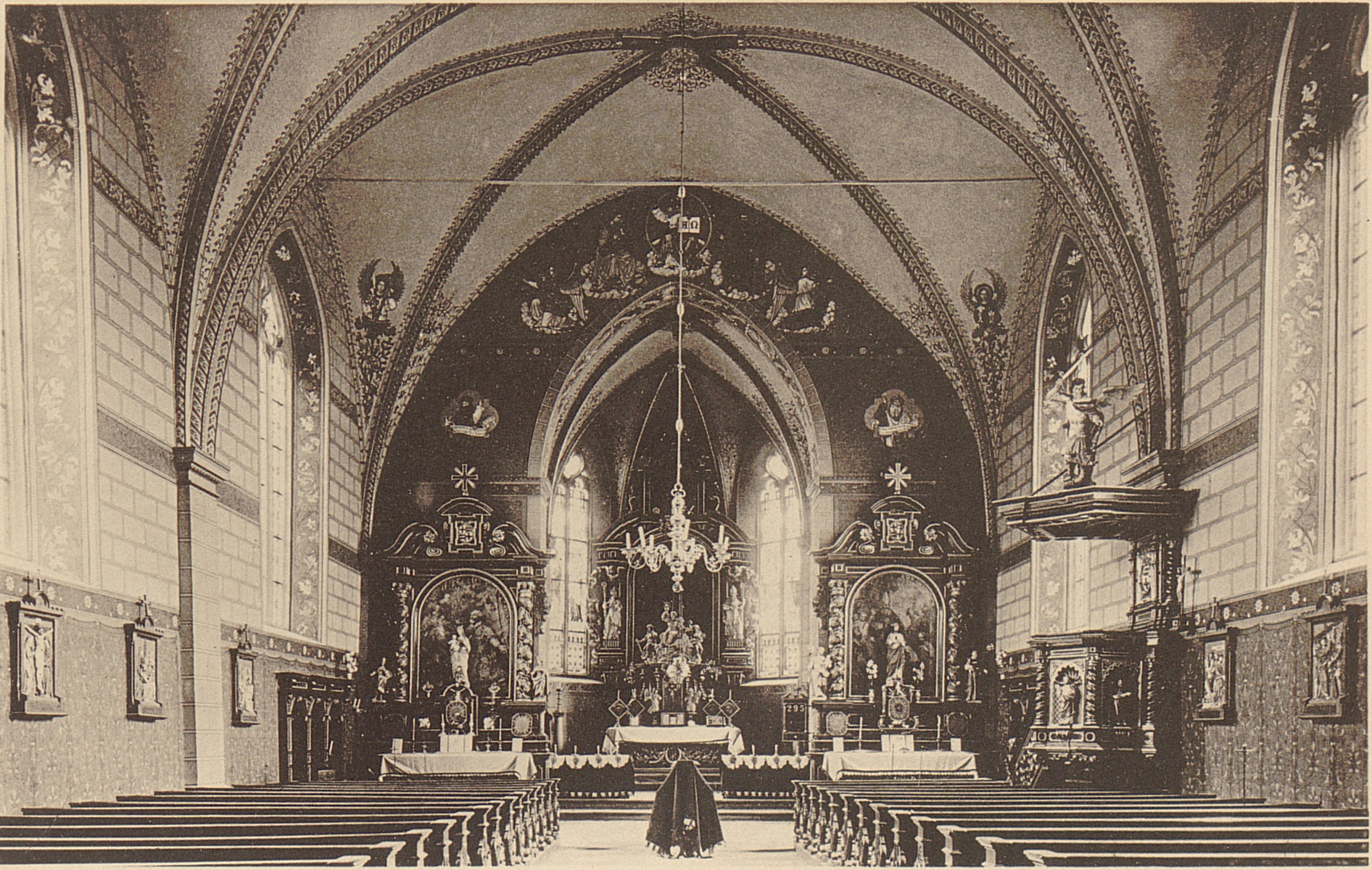
Innenansicht 1892

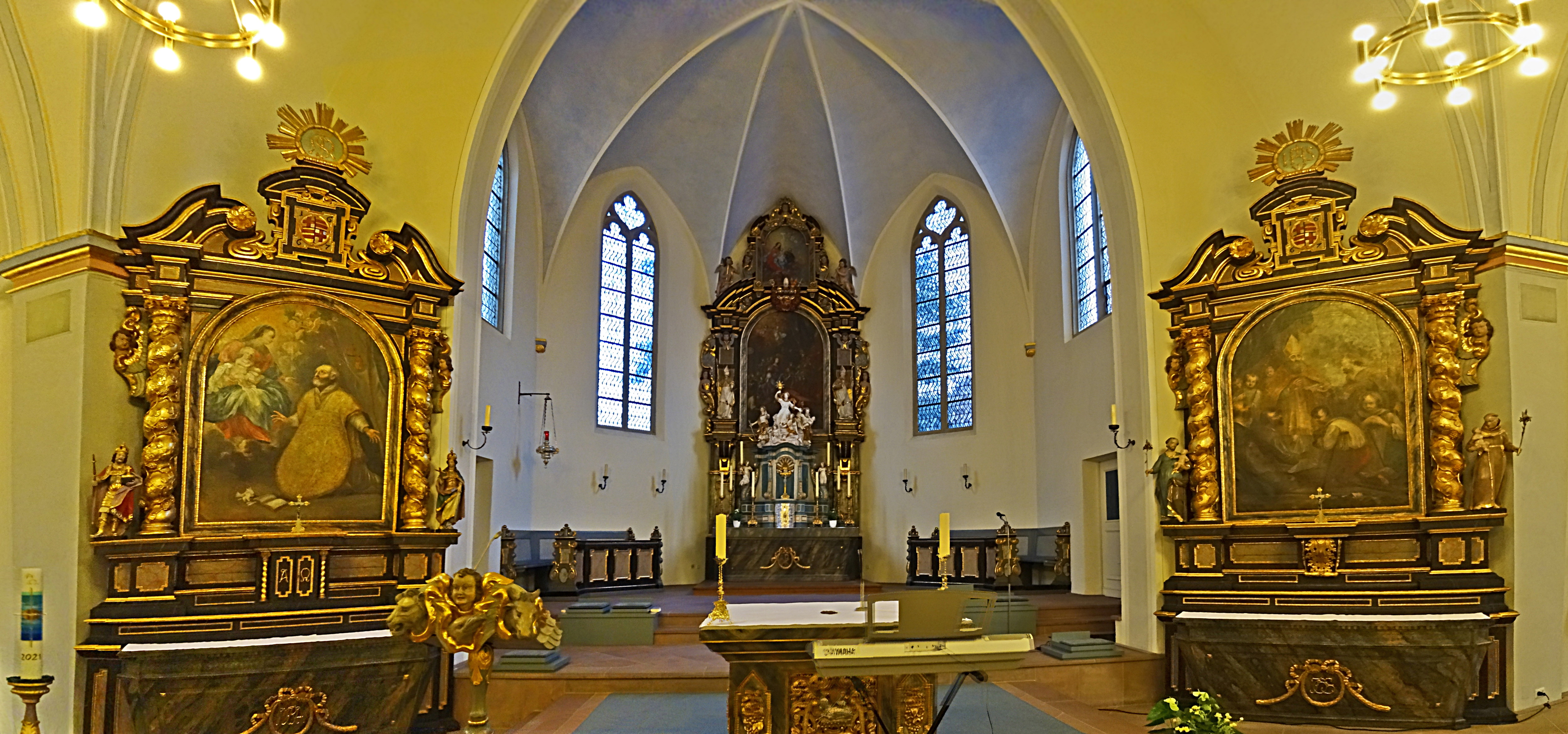
Chor und Seitenaltäre

Die Kirche gehört wegen ihrer einheitlichen Barockausstattung und der geschichtlichen Bedeutung zu den bedeutenden im Hochstift Paderborn.

### Altäre

#### Hochaltar
Der Hochaltar ist zweiteilig, bestehend aus Mensa und Predella mit Tabernakel. Der Altar hat die Form eines Portals mit Ädikula. Das über das Gebälk hinausreichende Altarbild wurde 1667/68 von Carl Ferdinand Fabritius gefertigt und zeigt die Feuerprobe der Kirchenpatronin Kunigunde vor dem auf einem Thron sitzenden König Heinrich II. Der Legende nach wurde Kunigunde vom Teufel verführt und musste zum Beleg ihrer Unschuld vor den Augen ihres Gatten über glühendes Eisen gehen. Kunigunde ist mit königlichem Ornat bekleidet. Die Szenerie wird von Soldaten, Kindern und viel anderem Volk begleitet. Vor einem goldenen Himmel schweben Engel, die Kränze in ihren Händen halten. In dem Bild der Ädikula wird die heilige Familie dargestellt, darüber schwebt als Symbol des Heiligen Geistes eine Taube. Das Bild wird durch die Farben Gold, Blau und Rot bestimmt. Das Gemälde ist eine himmlische Vision in fast impressionistischer Manier. Der schwarz gehaltene Rahmen des Retabels wird von weiß-goldenen Adern durchzogen, die Zierleisten sind vergoldet. Auf den Segmentgiebeln sind Putten mit Trompeten und goldenen Füllhörnern angebracht, sie sollen die Verbindung zum Himmel herstellen. Das Altarbild wird auf beiden Seiten von einer Figur begleitet. Sie stellen die Bistumsheiligen Kilian und Liborius dar. Es handelt sich hier um späte Arbeiten (etwa um 1760/1770) des Heinrich Joseph Stratmann, der ein jüngerer Bruder des Anton Joseph Stratmann war. Diese qualitätsvollen Figuren wirken durch ihre Dynamik und die Knitterfalten und Gewandfläche. Über dem Altarbild ließ der Auftraggeber Fürstbischof Ferdinand sein Wappen anbringen. Tabernakel und Mensa stehen frei vor dem Retabel, der Tabernakel wurde 1742 angefertigt, die Mensa in Trapezform 1803, sie trägt den Tabernakel, der in seiner Architektur mächtig wirkt. In Form und Farbe entspricht er dem späten Barock, die bestimmenden Farben sind Weiß und Blau. Das Expositorium erhebt sich über einem zweistufigen Sockel mit Muschelnische. Die Nische ist drehbar und kann je nach liturgischer Anforderung geändert werden. Seitlich davon knien zwei Leuchterengel auf Voluten. Diese Engel werden während der Bußzeiten entfernt. Der Aufbau ist durch allegorische Frauenfiguren bekrönt. Sie stehen für die Tugenden Glaube, Hoffnung und Liebe. Die Figuren sitzen auf einem weißen Wolkengebirge und tragen ein rot flammendes Herz, ein Kind auf dem Arm und einen Anker. Die Hostie über dem Kelch ist von Strahlen umgeben. Die Gruppe wirkt stark bewegt.

#### Seitenaltäre
Die beiden Seitenaltäre von 1667 sind dem Hauptaltar angepasst und als Portalaltäre gestaltet. Farblich ähneln sie dem Hauptaltar und bilden ein Ensemble. Die Altarblätter werden von vergoldeten Spiralsäulen begleitet. Die Assistenzfiguren sind jüngeren Datums und wurden von Johann Phillip und Johann Heinrich Joseph Stratmann gefertigt. Die Altarbilder malte Carl Ferdínand Fabritius, er stand von 1664 bis 1666 in fürstbischöflichen Diensten. Auf dem Bild des rechten Altares wird Ulrich gezeigt, er geht durch eine Gruppe kranker Menschen und wird von Messdienern begleitet. Auf dem linken Altarblatt ist Phillip Neri dargestellt, er trägt eine Kasel aus goldenem Brokat und kniet vor der Erscheinung Marias im Himmel. Das auf dem Boden liegende Buch ist mit einer Lilie verziert.

#### Zelebrationsaltar
Der Zelebrationsaltar wurde aus prachtvoll geschnitzten Teilen der ehemaligen Kommunionbank gebaut.

### Pietà
Die eindrucksvolle Pietà ist eine Arbeit von Johann Theodor Axer, das exakte Herstellungsjahr ist nicht überliefert. Die Muttergottes schaut mit leeren Augen in die Ferne, die Tränen an den Wangen sind plastisch dargestellt. Den toten Jesus trägt sie auf ihrem Schoß, seinen linken Arm hält sie waagerecht vor ihrer Brust. Mit der rechten Hand hält sie den Leichnam unter der Achselhöhle, der Arm des Toten fällt nach unten. Die Schenkel Jesu wirken belebt, sein dem Betrachter zugewandtes Haupt knickt nach unten ab, das Antlitz wirkt erloschen. Den Oberkörper stützt Maria mit ihrem vorgestellten linken Bein. Die Falten ihres Untergewandes fallen so senkrecht nach unten. Der rot gefütterte blaue Mantel sinkt faltenreich nach rechts herab. Das Zentrum der Figurengruppe ist die seitliche Wunde Jesu, aus ihr rinnen plastisch geformte Blutstropfen.

### Taufbrunnen
Der Taufbrunnen von 1612 stand schon in der ehemaligen Ulrichskirche, für die er 1612 von dem fürstlichen Hofdiener Ludwig Schmidt gestiftet wurde, er ist das älteste Stück der Ausstattung. Ein Engel hält an der Steinschale ein Wappenschild mit den Initialen I und S. Der Schaft und der Fuß des Beckens sind mit Beschlagwerk in der Art der Renaissance geschmückt.
- In der Turmhalle hängt ein Bild zum Gedenken an die Gefallenen des Ersten Weltkrieges, es wurde 1922 von einem Künstler Schumacher aus München gemalt.[6]
- Der Bildhauer Neustifter aus Eggenfelden fertigte einige Plastiken an, die im Langhaus zu sehen sind. Dargestellt wurden der Bruder Konrad (1936), Josef (1937), Elisabeth und Antonisus (beide 1937–1938).[6]

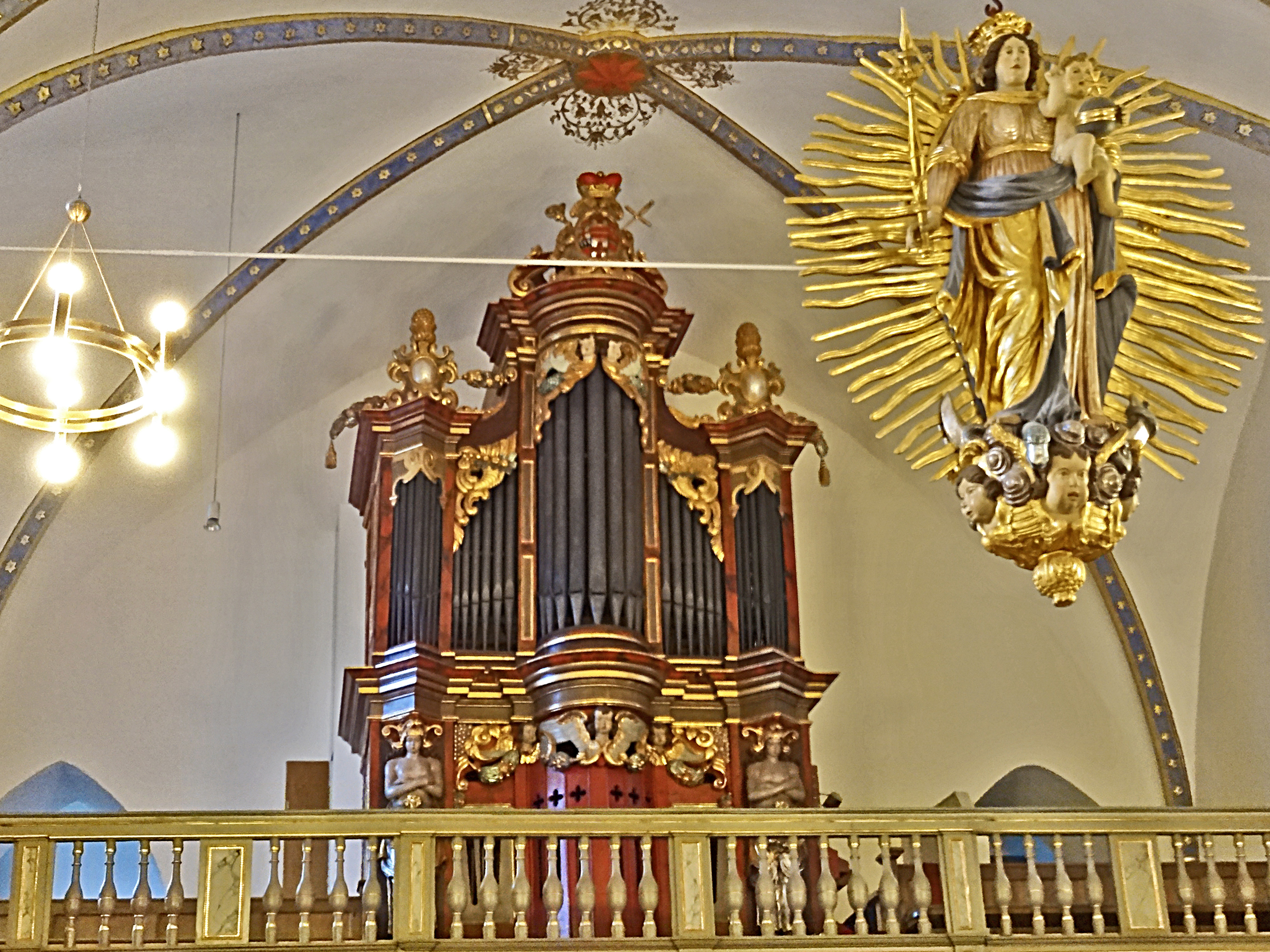
Orgel und Strahlenkranz-Madonna

### Orgel
Die Orgelempore vor den Arkaden der Westwand wird durch toskanische Säulen gestützt. Der Prospekt von Andreas Schneider(1684) erhebt sich hinter einer Brüstung mit Balustern, er wurde in der zweiten Hälfte des 17. Jahrhunderts in barocken Formen gebaut. Auf dem mittleren Pfeifenturm prangt das Gesamtwappen des Fürstbischofs Ferdinand, es ist von einem Fürstenhut bekrönt. Der Prospekt ist in Rot und Gold gefasst und mit prächtigem Blattwerk, Füllhörnern, Cherubenköpfen und Fruchtgebinden geschmückt. Die beiden Spitztürme an den Außenseiten werden von Atlanten getragen. Das Orgelwerk mit 18 Registern, verteilt auf zwei Manuale und Pedal, wurde 1928 von Franz Eggert erneuert.

### Sonstige Ausstattung
- Die prachtvolle Kanzel ist nach einer Bezeichnung im Wappen an der Rückseite eine Arbeit von 1668, sie ist mit einer Figur, die den Drachentöter Michael im Gewand eines Zenturio darstellt, bekrönt. Die Grundfarben von Korb und Schalldeckel sind Fürstenbergrot und Gold. Die Nischen des Korbes sind mit Figuren des Christus, des Petrus und des Paulus gefüllt.[8]
- Die Rochusgruppe wurde vom Hofbildhauer Johann Heinrich Pütt (1731–1784) geschaffen. Sie stand ursprünglich in der Rochuskapelle.
- An der Ostwand hängt ein Vesperbild, es stand ursprünglich in einer Rochuskapelle, die um 1700 wegen einer Pestepidemie gebaut wurde.[9]
- Die Doppelmadonna ist von einem Strahlenkranz umgeben, sie hängt im Gewölbejoch vor der Orgelbühne und stammt aus der Zeit um 1670. Die Madonna hat das Jesuskind auf dem Arm, welches die Weltkugel präsentiert. Mit ihren Füßen zertritt sie auf der Mondsichel einer Schlange den Kopf. Im unteren Teil blicken Engelsköpfe zwischen Wolken den Betrachter an. Den Abschluss nach unten bildet ein aufgesprungener Granatapfel, er symbolisiert das Leben.
- Die Beichtstühle tragen die Bezeichnung 1668.
- Der Orgelprospekt ist im Wappen Ferdinands mit 1680 bezeichnet.
- In der Ulrichskapelle hängt ein großes Kreuz aus Eiche mit Korpus, es ist von 1783 und stand früher an der Außenwand des Chores auf einem Sockel.[6]
- In der Philipp-Neri-Kapelle und in der Ulrichskapelle hängen alte Gemälde, die möglicherweise aus dem Abdinghofkloster stammen, das 1803 aufgehoben wurde. Sie wurden von Anton Joseph Stratmann gemalt und zeigen: die Heiligen Petrus, Paulus, Felix, Blasius und Stephanus. Das Gemälde mit der Darstellung des Nepomuk ist gewidmet Fridericus Musgard et Anna Sibilla Romer dedit Anno 1716, das Gemälde mit der Geißelung Christi ist nicht näher bezeichnet.[6]
- Die vier Bronzeglocken erklingen in c′, f′, g′ und a′ und wurden in der Glockengießerei Junker in Brilon gegossen. Die beiden kleinen Glocken entstanden 1946 und die beiden großen Glocken wurden 1947 gegossen.[11]

## Bestattungen

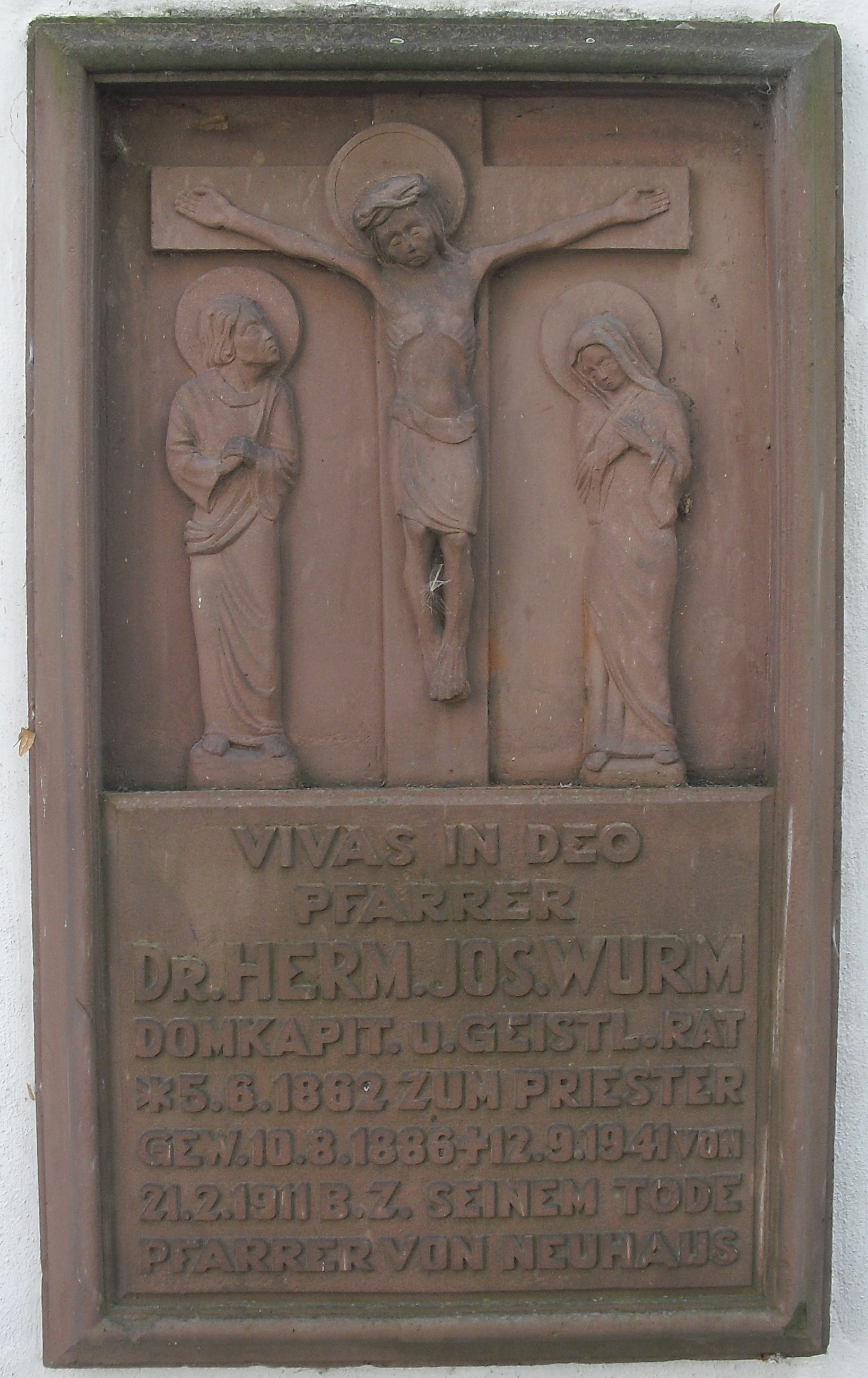
Gedenktafel

Die Kirche diente, wie früher üblich, auch als Bestattungsplatz. Die Ehrentafel für den Jesuiten und Geschichtsschreiber Nicolaus Schaten (1608–1676) ist erhalten. Sie wurde am 6. März 1930 vom Vorstand des Vereins für Geschichte und Altertumskunde Westfalens an den damaligen Pfarrer Hermann-Joseph Wurm übergeben. Der Generalvikar Laurentius von Dript starb 1688, seine Grabplatte ist erhalten. In der Rückwand der Philipp-Neri-Kapelle befindet sich das Wappen der Anna Magdalena von der Recke, geb. Freifrau von Wolff-Metternich. Sie war die Schwester von Fürstbischof Franz Arnold und starb 1714. Die Grabsteine für Pfarrer Otto Jodokus Denker (1724–1755), der Eheleute Temme, die 1743 und 1745 verstarben, und des Benediktinerabtes Hieronymus Schröder befinden sich vor dem Ausgang. Im 18. Jahrhundert starb der Bildhauer Valentin Köppfle, auch seine Grabplatte ist erhalten.

## Pfarrer der Gemeinde
Liste der Pfarrer:
- Johann Förster 1598–1637
- Johannes von Peckelsheim 1632–1633
- Georg Langbein 1633–1634, 1638–1642, 1651–1658
- Heinrich Gärtner 1634–1638
- Konrad Ulenberg 1642–1651, 1659–1677
- Christopherus Cramer 1677–1685
- Konrad Cobokem 1685–1686
- Kaspar Fabri 1686–1692
- Balthasar Hanebrink 1692–1693
- Jodukus Junfermann 1693–1724
- Otto Jodokus Dencker 1724–1755
- Friedrich Gonzalez 1755–1758
- Heinrich Knepper 1758–1762
- Heinrich Cramer 1762–1781
- Franz Anton Krammen 1781–1795
- Gottfried Ewers 1795–1815
- Joseph Derenthal 1815–1842
- Ludwig Krewet 1842–1888
- Joseph Hachmann 1889–1910
- Franz Schauerte 1910
- Hermann-Joseph Wurm 1911–1941
- Josef Wittler 1941–1967
- Gerhard Rustemeyer 1967–1969
- Hubert Nitsche 1969–1996
- Matthias König 1996–2002
- Peter Scheiwe 2002–2022[13]
- Tobias Dirksmeier seit 2022[14]